# Cora Ratto
Corina Eloísa Ratto conocida como Cora Ratto (Buenos Aires, 3 de enero de 1912-Barcelona, 2 de enero de 1981) fue una matemática, profesora y militante feminista y antifascista argentina, defensora de los derechos humanos y de los derechos de las mujeres. Fue cofundadora en 1941 de la Junta de la Victoria, una organización feminista que agrupó a miles de mujeres en todo el país unidas para gestionar el envío de ayuda para los aliados durante la Segunda Guerra Mundial y comprometidas en la defensa de la democracia.

## Biografía
Nació en Buenos Aires, el 3 de enero de 1912 en el seno de una familia italiana de clase media. Era hija de Livio Benito Ratto, uno de los fundadores del club argentino River Plate, y Francisca Butta.
Cuando tenía 30 años ingresó en la Facultad de Ciencias Exactas y Naturales de la Universidad de Buenos Aires donde obtuvo una licenciatura en matemáticas. Fue ayudante de cátedra junto a Manuel Sadosky, compañero de militancia del Partido Comunista con quien se casó en 1937.
Hacia el final de sus estudios, fue una de las personas a la cabeza de la Federación Universitaria Argentina abogando por la inclusión de las mujeres en las ciencias. Se graduó en 1940 con medalla de oro como licenciada y profesora de Físico-Matemáticas.
Comprometida con la lucha contra el nazismo y el fascismo, en 1936 se alineó a favor de la República durante la Guerra Civil Española, organizando el apoyo a las víctimas, además de denunciar el papel de EE. UU. y de Gran Bretaña en la guerra del Chaco.
Militante del Partido Comunista desde los años 40, en 1941 durante la Segunda Guerra Mundial fundó con María Rosa Oliver la Junta de la Victoria, una organización feminista antifascista que reunió a miles de mujeres en todo el país organizadas para gestionar el envío de ayuda para los aliados y comprometidas en la defensa de la democracia. Este grupo ha sido considerado el mayor grupo político de mujeres previo al gobierno de Juan Domingo Perón. Cora fue secretaria general de la organización que presidió la filántropa Ana Rosa Schlieper de Martínez Guerrero. Esta organización argentina, cuyo objetivo era ayudar a los aliados, reunió en 1943 a casi 45.000 miembros. Además jugó un importante papel estructural en la organización de las mujeres justo antes de obtener el sufragio femenino en Argentina, en 1947.
En 1945 la Junta de la Victoria se afilió a la Federación Democrática Internacional de las Mujeres.  
Un año más tarde, en 1946, la Junta de la Victoria terminó la actividad. Con la llega del primer gobierno de Juan Domingo Perón Cora se traslada con su familia a Francia, instalándose en París donde inicia un doctorado dirigido por el reconocido matemático Maurice Frechet. No logra terminar la tesis a causa de otra mudanza, esta vez a Italia donde su marido acepta una beca de investigación posdoctoral. 
Regresaron a Argentina en 1950 donde la vida no fue más fácil. El peronismo le exigía afiliación al partido para ejercer y tanto Cora como su marido Manuel Sadosky seguían siendo miembros del Partido Comunista. Las cosas cambiaron en 1955. Regresaron a la docencia cuando Risieri Frondizi fue nombrado rector de la UBA y tanto Cora como Manuel trabajaron como académicos en la Escuela de Ciencias.
Entre 1956 y 1957 estuvo al frente de la Fundación Alberto Einstein para apoyar al alumnado de bajos recursos en la FCEYN.
Por fin en 1959 logra terminar su doctorado en Matemática presentando la tesis: "Condiciones de continuidad de operadores potenciales generalizados, con métrica hiperbólica" dirigida por Mischa Cotlar. También su hija Cora Sadosky estudia matemáticas y más tarde destacó en su activismo para facilitar el acceso de las mujeres a la carrera de matemática.
En 1966 se produce otro golpe de Estado en Argentina y tras la Noche de los Bastones Largos y la intervención de la universidad de agentes de la dictadura militar del gobierno de facto, cerca de 300 docentes son obligados a renunciar a sus cargos, Cora es uno de ellos.
Junto a Manuel resisten y se quedan en Buenos Aires. Durante los años siguientes Cora escribe y publica artículos especialmente de contenido político, traduce textos de matemáticas y filosofía del francés y crea la publicación Columna 10 posicionándose en contra de la guerra de Vietnam.
En 1970 se publican dos de sus libros más destacados: Introducción al álgebra: nociones de álgebra lineal (en coautoría con Misha Coltar) y Material formativo para docentes de matemática del nivel secundario. 
En 1974, Cora y su familia se ven obligados a abandonar de nuevo Argentina, esta vez por amenazas del grupo parapolicial argentino conocido como la Triple A. De vuelta de un congreso no toman el vuelo de conexión para regresar a Buenos Aires y se instalan en Caracas, Venezuela y un tiempo después, en 1979 se trasladan a Barcelona donde continúa contribuyendo con las víctimas de la dictadura, denunciando abusos, torturas e injusticias. 
Falleció poco después, en Barcelona el 2 de enero de 1981.

## Vida personal
En 1937 se casó con el matemático argentino Manuel Sadosky, con quien tuvo una hija en 1940 Cora Sadosky, también matemática y activista en la Asociación de Mujeres en Matemáticas, organización que presidió de 1993 a 1995.

## Publicaciones
- Introducción al Algebra. Nociones de Algebra Lineal.  En coautoría con Mischa Cotlar. Ed. Univ. de Buenos Aires, Buenos Aires, 1966[12][13] cuya primera edición fue en abril de 1962 (Ed. Univ. de Buenos Aires).

## Reconocimientos póstumos
En 1996 se instituyó en Vietnam el premio Cora Ratto para alentar a las niñas a desempeñarse mejor en sus olimpiadas nacionales de matemáticas. El premio fue patrocinado por su familia, el Fondo Kovalevskaia, el Ministerio de Educación y Capacitación de Vietnam y el Sindicato de Mujeres de Vietnam.
En 2020 la empresa Satellogic anunció la puesta en órbita de 10 nuevos nanosatélites. Uno de los nuevos satélites lanzados lleva el nombre de Cora Ratto.